# Michael Wagner (Fußballspieler, 2000)
Michael Wagner (* 26. Juli 2000) ist ein deutscher Fußballtorwart.

## Karriere
Wagner begann das Fußballspielen beim SV Heimstetten. Von dort wechselte er mit 10 Jahren 2011 in das Nachwuchsleistungszentrum des FC Bayern München. 
Am 16. April 2016 gab er sein Debüt in der B-Junioren-Bundesliga Süd/Südwest beim 1:0-Sieg gegen den SC Freiburg. In der Saison 2016/2017 wurde er mit München B-Junioren Meister. Er setzte sich mit seiner Mannschaft im Finale am 18. Juli 2017 mit 2:0 gegen Werder Bremen durch. In der Saison 2017/2018 kam Wagner ebenfalls für die zweite Mannschaft der Bayern in der viertklassigen Regionalliga Bayern zum Einsatz. Er gab sein Debüt am 25. August 2017 bei der 1:5-Niederlage gegen die zweite Mannschaft des FC Augsburg.
In der Saison 2018/2019 war er Stammtorhüter der Bayern in der A-Junioren-Bundesliga Süd/Südwest. Sein Debüt gab er am 15. August beim 3:1 gegen Ingolstadt. In der gleichen Saison kam er ebenfalls zu vier Einsätzen in der Regionalliga für Bayern München II und stieg mit der Mannschaft in die 3. Liga auf. Zur Saison 2019/20 gehörte er fest zum Kader der zweiten Mannschaft und wurde am Ende der Saison Drittligameister. Er kam jedoch zu keinem Einsatz in der Liga. Sein Drittliga-Debüt gab er in der Saison 2020/2021 am 23. Spieltag bei der 0:1-Niederlage gegen den KFC Uerdingen. Insgesamt kam Wagner in seiner zweiten Drittligasaison auf drei Einsätze. 
Zur Saison 2021/22 wechselte Wagner innerhalb Münchens zum Drittligisten Türkgücü München. Dort war er hinter René Vollath und Franco Flückiger der dritte Torhüter. Der Verein musste Ende Januar 2022 Insolvenz anmelden und zwei Monate später den Spielbetrieb einstellen. Wagner war bis dahin einmal in der 3. Liga zum Einsatz gekommen.
Zur Saison 2022/23 schloss sich Wagner in der Regionalliga Bayern dem FV Illertissen an.

## Erfolge
- Meister der 3. Liga: 2020
- Aufstieg in die 3. Liga: 2019
- Meister der Regionalliga Bayern: 2019
- Deutscher B-Junioren-Meister: 2017
- Meister der B-Junioren-Bundesliga Süd/Südwest: 2017